# Đậu san hô đỏ
Đậu san hô đỏ là một loài cây cảnh cho bóng râm và đẹp mới được du nhập vào trồng ở Việt Nam. Cây đậu san hô đỏ chưa được định danh rõ ràng ở Việt Nam, dân chơi cây thường gọi là cây osaka đỏ, vông mào gà, hồng môi, ô môi. Tên gọi trong tiếng Anh và một số tên gọi khác là: Chekring, Coral bean, purple coral-tree, bean purple coral, Swamp Erythrina, Gallito, bois immortelle, bucayo, bucare. Loài cây này có danh pháp hai phần là Erythrina fusca (tên đồng nghĩa: Erythrina glauca Willd., Erythrina caffra Blanco, Erythrina viarum) thuộc họ Fabaceae, bộ Fabales.

## Mô tả
Là cây trung mộc, thuộc loại ưa sáng, cao từ 10–20 m, tán rộng, lá kép có 3 lá chét dài 8–18 cm. Hoa chùm, dài trên 20 cm mang nhiều hoa nhỏ có màu đỏ tía, rất đẹp. Quả đậu màu nâu dài 15–20 cm, rộng 2 cm. Thụ phấn nhờ chim ruồi.

## Phân bố
Cây nguyên sản ở châu Á, Polynesia, do hạt có khả năng phân tán mạnh theo gió và trên đại dương nên hiện nay vùng phân bố của cây rất rộng, cây phát triển tốt ở cả vùng châu Á Thái Bình Dương, đông bắc Ấn Độ, Java, Sri Lanka cho đến tận Trung và Nam Mỹ. Nó là loài có sự phân bố rộng nhất trong số các loài thuộc chi Erythrina; là loài duy nhất có mặt ở cả Cựu thế giới lẫn Tân thế giới.

## Sinh thái
Cây thích nghi từ vùng nhiệt đới khô cho tới vùng nhiệt đới ẩm. Lượng mưa phù hợp cho phát triển cây dao động từ 1.000 - 4.000 mm, nhiệt độ từ 20-28 °C, độ pH từ 6-8, cây phù hợp với đa số địa hình khác nhau: vùng thấp trũng, ven biển, đầm lầy, vùng đất ngập nước, ven sông v.v. Nói chung nó thích nghi với các điều kiện vùng duyên hải, chịu được cả ngập lụt lẫn điều kiện nước mặn

## Sử dụng
Ở Việt Nam, Indonesia, Singapore, Puerto Rico cây được sử dụng làm cây cảnh quan trên đường phố, công viên. Ở Java, lá non được ăn như một loại rau. Ở Assam và Bengal được trồng để hỗ trợ và bảo vệ cho các vườn nho. Tại một số nơi khác chúng được sử dụng trồng làm cây che bóng và bảo vệ cho các đồn điền cacao, cà phê vì hoa sẽ thu hút các loài chim phá hoại nhưng đồng thời lại giúp cho quá trình thụ phấn của cây được tiến triển tốt hơn.
Giống như các loài khác trong chi Erythrina, cây đậu san hô đỏ có chứa nhiều ancaloit có độc tính, phổ biến nhất là erythralin, thường được dùng trong ngành chế biến dược liệu nhưng gây ngộ độc khi dùng với lượng lớn mặc dù chồi và lá non có thể ăn như rau.
Theo Hartwell (1967-1971) hạt được sử dụng trong dân gian để chữa bệnh ung thư ở Đông Dương. Một báo cáo khác cho biết cây đậu san hô cũng có dược tính giống như cây Erythrina indica, vỏ cây chữa được bệnh sốt, bệnh gan, sốt rét, thấp khớp, đau răng, rễ đun sôi đắp chữa gãy xương. Ở Malaysia vỏ được đắp để chữa và cầm máu vết thương.
Lõi cây có màu vàng sáng đến vàng nâu. Gỗ nhẹ, không bền, ít được sử dụng.
Hoa của đậu san hô đỏ được chọn là loài hoa chính thức của bang Trujillo thuộc Venezuela.

## Hình ảnh

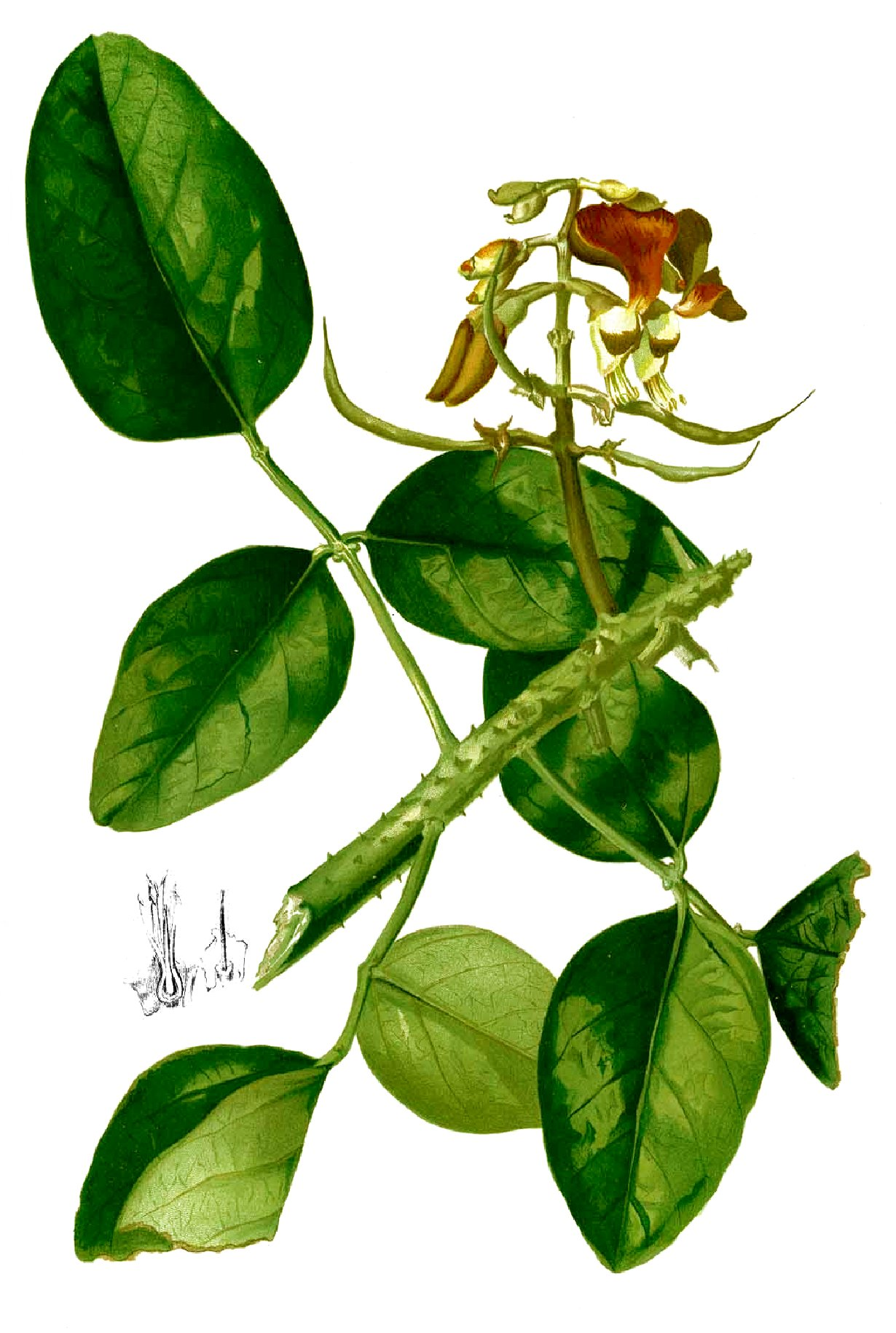
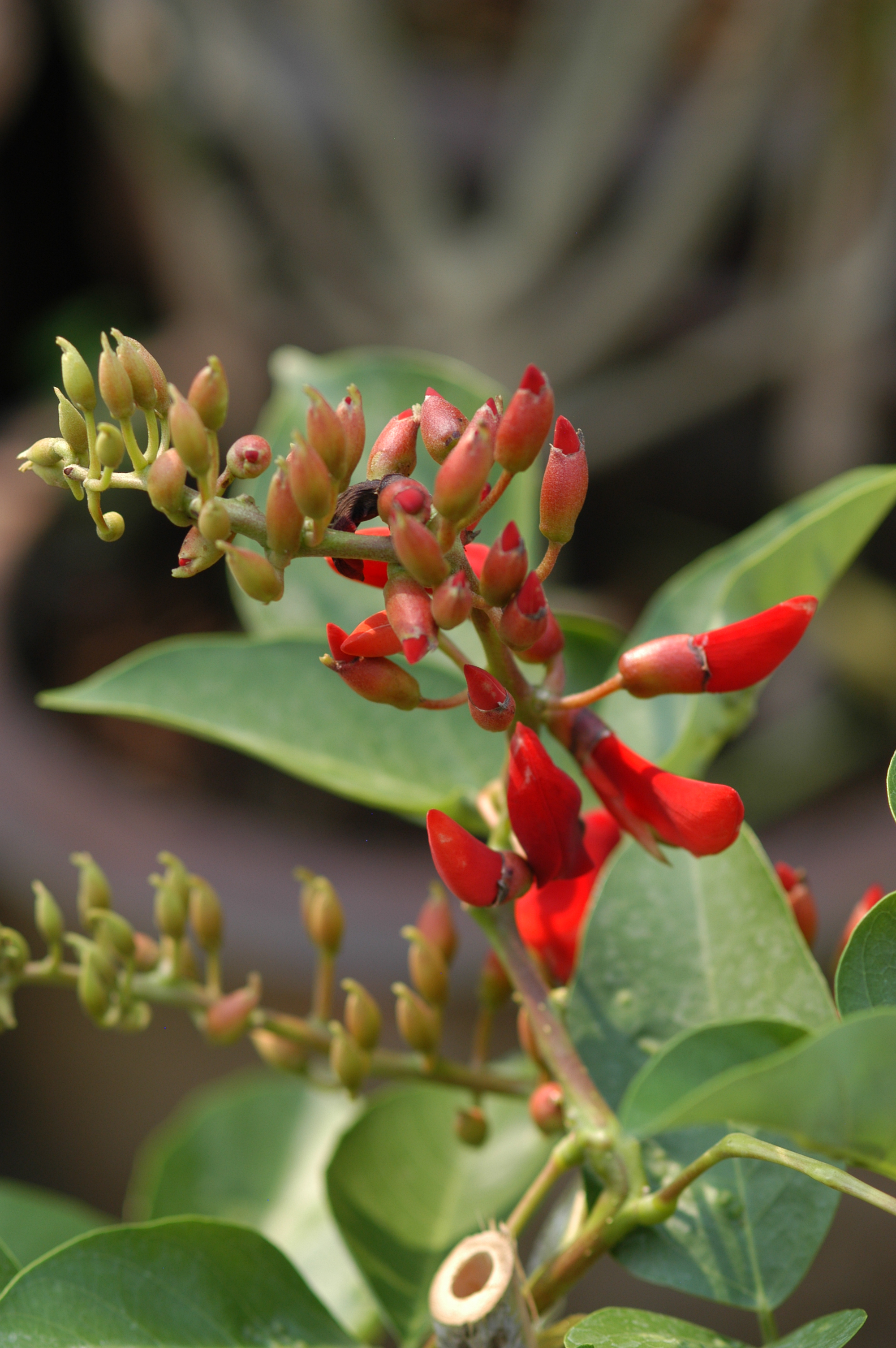
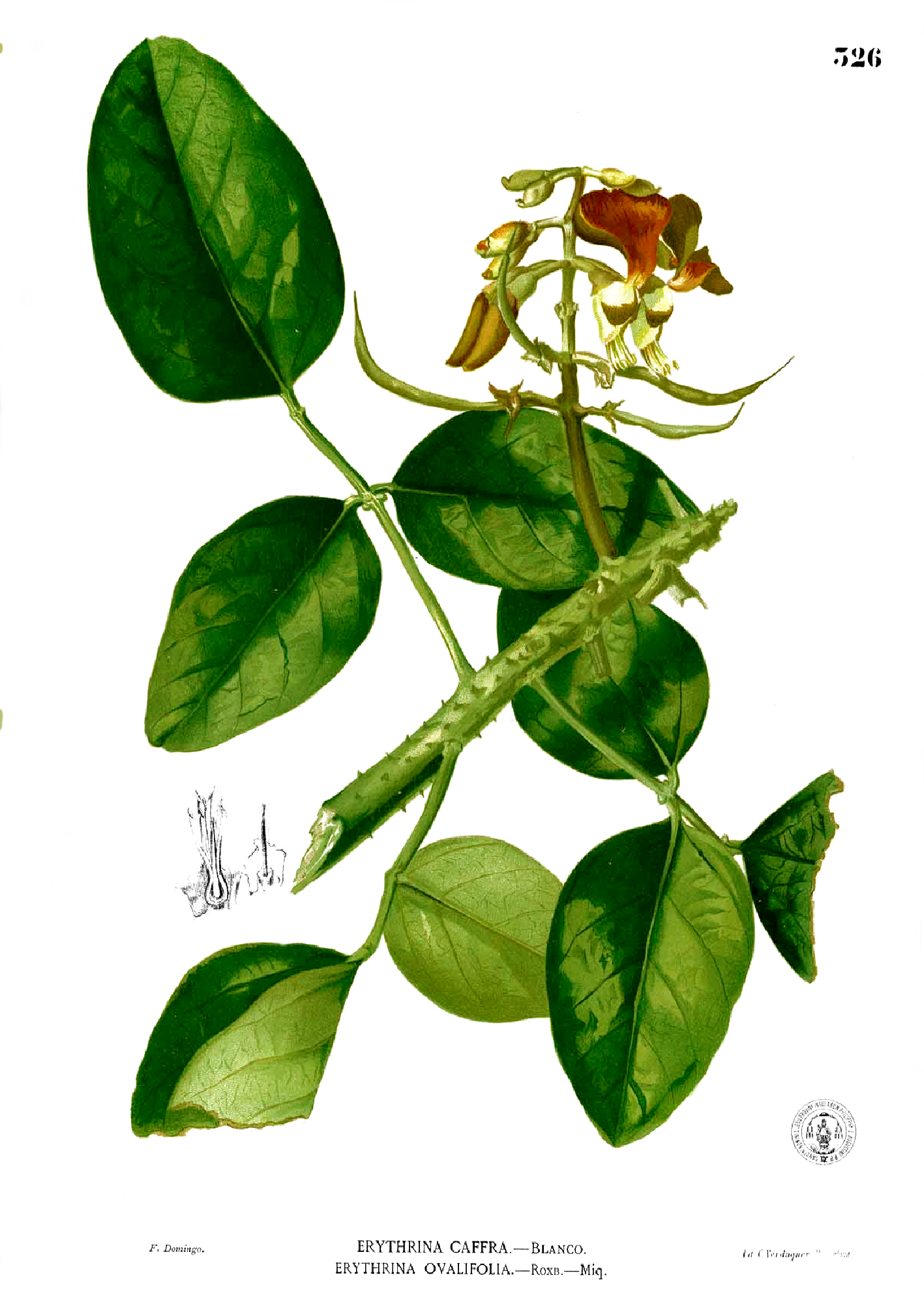
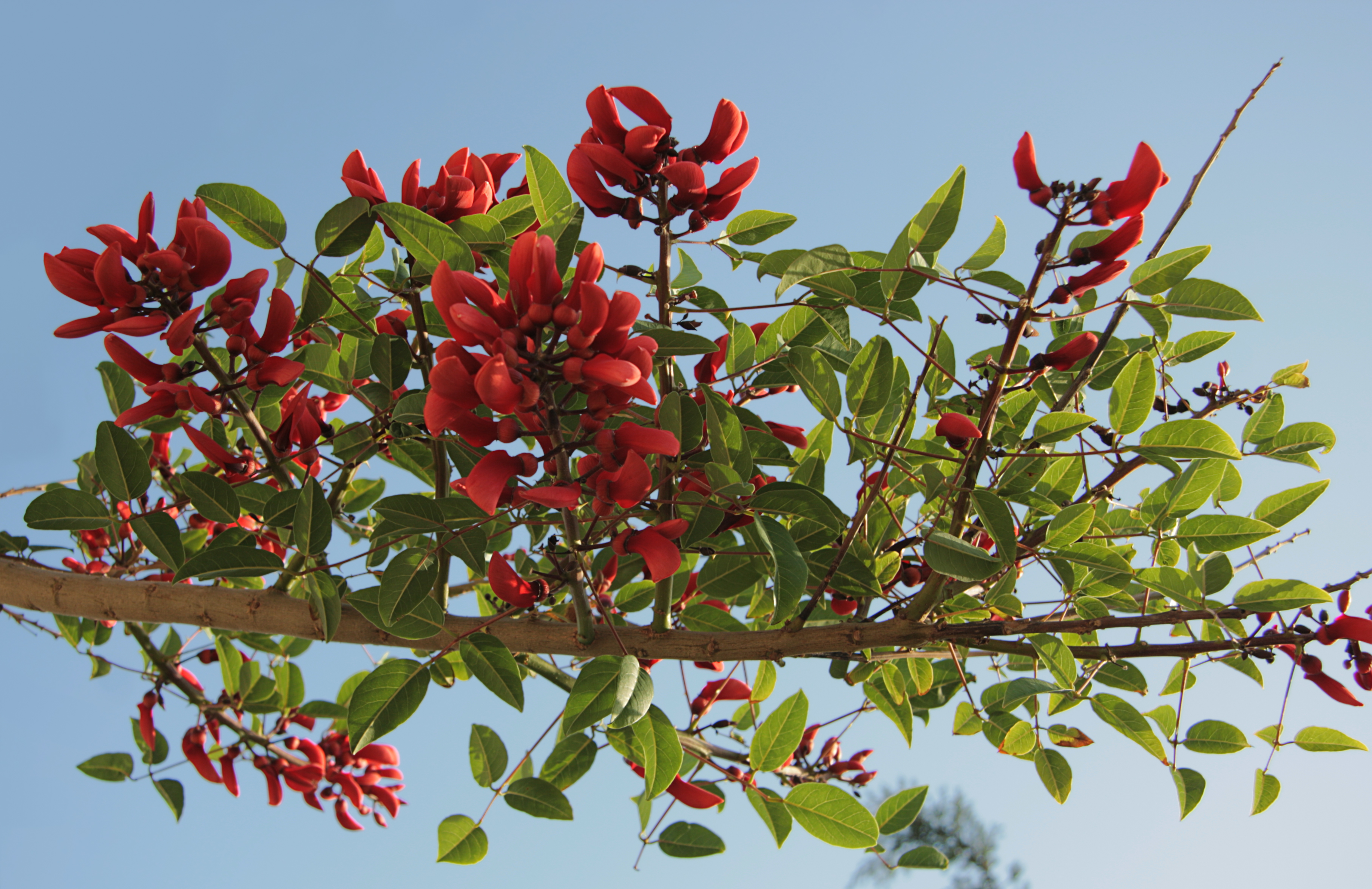